# Roger Esteller
Roger Esteller, né le 6 juillet 1972 à Barcelone en Espagne, est un joueur espagnol de basket-ball. Il mesure 1,91 m et évolue au poste d'ailier.

## Carrière
- 1990 - 1993 :  FC Barcelone (basket-ball) (Liga ACB)
- 1993 - 1996 :  TDK Manresa (Liga ACB)
- 1996 - 1999 :  FC Barcelone (basket-ball) (Liga ACB)
- 1999 - 2000 :  Tau Vitoria (Liga ACB)
- 2000 - 2002 :  Pau-Orthez (Pro A)
- 2002 - 2003 :  Málaga (Liga ACB)
- 2003 - 2004 :  Caprabo Lleida (Liga ACB)
- 2004 - 2005 :  C.B. Gran Canaria-Claret (Liga ACB)
- 2009 :  Club Bàsquet Olesa

## Palmarès de joueur
- Vainqueur de la Liga ACB : 1997, 1999
- Vainqueur coupes du Roi : 1991, 1996
- Vainqueur de la Coupe Korać : 1999
- Champion de France Pro A en 2001.

## Distinctions personnelles
- MVP étranger du championnat de France 2002